# Cetomimiformes
Китовидкообразные (лат. Cetomimiformes) — отряд морских рыб. В настоящее время упразднён (китовидковидные отнесены к бериксообразным, гигантуровидные - к аулопообразным, а остальные два подотряда расформированы).

## Описание
Представители отряда Cetomimiformes имеют слабо обызвествленный скелет. Спинной плавник у них отодвинут назад и находится над анальным. Кожа у многих видов неплотно облегает тело дряблая, голая или с небольшими чешуйками, шипиками или волосками. Окрас — чёрный, коричневый или красный.

## Систематика
Подотряды — китовидковидные (Cetomimoidei), мирапинновидные (Mirapinnoidei), гигантуровидные (Giganturoidei) и ателеоповидные (Ateleopoidei). Объединены в одном отряде с большой натяжкой, систематика требует разработки.

### Китовидковидные (Cetomimoidei)
Внешне напоминают китов формой тела: у них широкая голова с большим ртом и маленькими глазами. Обитают на глубинах в Тихом, Индийском и Атлантическом океане.

#### Китовидковые(Cetomimidae)
В состав семейства включают 9 родов и 21 вид. Китовидковые обитают на глубине от 1000 до 5000 метров. У них очень толстые каналы боковой линии с огромными круглыми порами. Наиболее широко распространён Ditropichthys storeri, известный из Тихого, Индийского и Атлантического океана. Окончания глазного нерва у Ditropichthys storeri подходят к пигментированным пятнам, замещающим глаза. Предположительно, эти пятна чувствительны к свету. Биология китовидковых мало изучена.

#### Ронделетиевые(Rondeletiidae) ибарбурисиевые(Barbourisiidae)
У них имеются брюшные плавники, расположенные в центре брюха и развитые глаза.
Ронделетии— род из монотипического семейства ронделетиевых , два вида, с красной ротовой и жаберной полостью, кожа голая. Перенесены в отряд бериксообразных.
Рыжая барбурисия (Barbourisia rufa) — единственный представитель семейства барбурисиевых, достигает 39 см в длину. Кожа покрыта мелкими погружёнными шипиками. Обитают на глубине 12—2000 м. Перенесена в отряд бериксообразных.

### Мирапинновидные (Mirapinnoidei)

#### Мирапинновые (Mirapinnidae)
в 2009 году на основании морфологических и генетических данных было показано, что исследованные экземпляры из семейств Mirapinnidae, Megalomycteridae и Cetomimidae представляют собой личинок, самцов и самок, соответственно, одного семейства китовидковых.

#### Лентохвостые (Eutaeniophoridae)
В семействе два рода — Eutaeniophorus и Parataeniophorus. Показано, что описанные экземпляры рода Parataeniophorus являются личинками рода Ditropichthys. Данные молекулярных исследований свидетельствуют, что личинки Eutaeniophorus относятся к роду Cetomimus.

### Гигантуровидные (Giganturoidei)

#### Гигантуровые(Giganturidae)
Гигантуры (Gigantura) — единственный род в семействе гигантуровых. Имеют телескопические глаза, направленные вперёд. У них удлинённые лучи в хвостовом плавнике, а пасть очень широкая. Обитают на глубине до 2100 м. Гигантуры обладают бинокулярным зрением, которое помогает им видеть добычу при таком слабом освещении. Гигантуры достигают 20 см. Однако, они могут поедать рыб большего размера, чем сами. Так, в желудке Gigantura vorax (8 см) обнаружили хаулиода длиной в 14 см. Помещены в отряд аулопообразных.

#### Ложнодолгохвостовые(Ateleopodidae)
Достигают большой длины, до 120—200 см. Их тело, сжатое с боков, покрыто голой кожей. Спинной плавник сдвинут вперёд и начинается сразу за затылком, брюшные плавники (из 1-3 лучей) расположены на горле. Выделены в отдельный отряд ложнодолгохвостообразных.